# Charter Communications
Charter Communications est une entreprise américaine fournissant la télévision par câble, l'accès à Internet à très haut débit et des services de téléphonie à plus de 23 millions de clients en 2017. Par le revenu, il s'agit du deuxième plus important fournisseur de télévision par câble, derrière Comcast.

## Histoire
Le 27 février 2009, la société a annoncé qu'elle se mettait à l'abri des créanciers en profitant du chapitre 11 de la loi sur les faillites américaine.
En mars 2015, Charter Communications annonce l'acquisition pour 10,4 milliards de dollars de Bright House Networks, une entreprise de télécommunication par câble desservant 2,5 millions de clients notamment en Floride et dans une moindre mesure en Alabama, Indiana, Michigan et Californie.
En mai 2015, cette opération est en voie d'être abandonnée. Le même mois, Charter Communications annonce l'acquisition de Time Warner Cable pour 56 milliards de dollars, soit bien plus que la tentative d'acquisition de Time Warner Cable par Comcast en 2014 pour 45 milliards de dollars ou également bien plus que la première tentative d'acquisition de Time Warner Cable par Charter Communications pour 37 milliards de dollars en 2014. En parallèle, Charter annonce la création d'un partenariat avec Bright House Networks, où Charter sera majoritaire contre 2 milliards de dollars.
Le 29 juin 2017, alors que les consommateurs américains cherchent à réduire le coût de leurs abonnements télévisuels, Charter Communications lance un service de streaming sous les 20 dollars sans les chaînes sportives ESPN ou NBC Sports ni chaînes de cinémas, mais elles sont disponibles au travers d'options payantes.
Le 14 août 2019, Disney et Charter Communications signent un accord de distribution pour 22 chaînes de Disney dont celles de Fox Networks Group et différentes services dont Disney+ et ESPN+ qui seront disponibles aux 15,8 millions d'abonnés de Charter,.
En novembre 2024, Charter Communications annonce l'acquisition de Liberty Broadband, son actionnaire principal à hauteur de 32 %, valorisant ce dernier à 14 milliards de dollars.
En mai 2025, Charter Communications annonce l'acquisition de Cox Communications pour 21,9 milliards de dollars en plus d'une reprise de dette de 12,6 milliards de dollars, si l'opération se réalise la famille Cox devrait être l'actionnaire principal avec près de 23 % des actions du nouvel ensemble qui deviendra le principal fournisseur internet fixe des États-Unis.

## Spectrum
En 2014, Charter assigne le nom Spectrum à ses services télé, internet et téléphone VoIP.
En 2018, Spectrum se lance dans la production de séries télévisées originales pour son service de télé sur demande, exclusif aux abonnés.
- L.A.'s Finest (dérivé des films Bad Boys, depuis le 13 mai 2019)[12]
- E Is for Edie (en)[13] (comédie noire, en production)
- Dingue de toi / Fou de toi (Mad About You)[14] (revival de la série des années 1990 de NBC, en production)

## Actionnaires
Liste des principaux actionnaires au 19 mars 2022 :
| Actionnaire                                             | %      |
| ------------------------------------------------------- | ------ |
| Liberty Broadband                                       | 30,6 % |
| Apollo Capital Management                               | 9,31 % |
| TCI Fund Management                                     | 5,67 % |
| Capital Research & Management (International Investors) | 5,34 % |
| The Vanguard Group                                      | 5,02 % |
| SSgA Funds Management                                   | 3,43 % |
| Dodge & Cox                                             | 3,17 % |
| Capital Research & Management (Global Investors)        | 3,13 % |
| Mizuho Securities (en) (Investment Management)          | 2,27 % |
| Berkshire Hathaway                                      | 2,22 % |